# Ehrentempel
De Eretempels (Duits: Ehrentempel) waren twee bouwwerken in München, opgericht door de nazi's in 1935, met de sarcofagen van de zestien leden van de partij die waren omgekomen in de mislukte Bierkellerputsch (de Blutzeugen, "bloedgetuigen"). Op 9 januari 1947 werden de belangrijkste architectonische kenmerken van de tempels vernietigd door het Amerikaanse leger als onderdeel van de denazificatie.

## Het eerste gedenkteken
Op 8 november 1933 sprak Hitler de oude garde van de partij toe in de Bürgerbräukeller (waar de putsch was begonnen) en onthulde de volgende dag een klein gedenkteken met een plaquette eronder aan de oostkant van de Feldherrnhalle. Twee politieagenten of de SS hielden de wacht aan beide kanten van de basis van het monument, en voorbijgangers moesten de Hitlergroet brengen.
Het gedenkteken kon worden omzeild en de groet kon worden vermeden door een kleine zijstraat in de buurt te kiezen, die bekend werd als Drückebergergasse ("Opgevers' steegje").

## De opening
In 1934 werd er geen herdenkingsmars gehouden nadat de Bierkellerputsch 1 jaar geleden was vanwege Hitlers zuivering van de SA-rangen tijdens de Nacht van de Lange Messen. Het jaar daarop, op 8 november, werden de putschisten uit hun graven opgegraven en naar de Feldherrnhalle gebracht, waar ze onder zestien grote pionnen met hun naam werden geplaatst. De volgende dag, nadat Hitler plechtig van de ene naar de andere was gelopen, werden ze de trappen van het monument afgedragen en op karren, gedrapeerd in vlaggen, naar de nieuwe Ehrentempel-monumenten van Paul Ludwig Troost op de Königsplatz gebracht, door straten vol toeschouwers die tussen de vierhonderd kolommen met eeuwige vlammen bovenop. Vlaggen werden neergelaten terwijl veteranen langzaam de zware sarcofagen op hun plaats plaatsten. In elk van de bouwwerken werden acht van de martelaren begraven in een sarcofaag die hun naam droeg.
De martelaren van de beweging waren in zware zwarte sarcofagen op zo'n manier dat ze vanaf het open dak werden blootgesteld aan regen en zon. Toen Gauleiter Adolf Wagner in 1944 aan een beroerte stierf, werd hij op meters afstand van de noordelijke tempel begraven in de aangrenzende grasheuvel tussen de twee tempels.

## Functies
Bij de tempels mochten de bezoekers geen geluid maken, geen hoeden dragen en ze moesten hun kinderen ervan weerhouden om op het gras te gaan rennen. De Ehrentempel was gemaakt van kalksteen, behalve het dak. Dat was gemaakt van staal en beton met geëtste glasmozaïeken. De sokkels van de tempels, de enige overgebleven delen, zijn 21 meter hoog. De kolommen van de constructies hebben elk een hoogte van 7 meter. Het totale gewicht van de sarcofagen was meer dan 1.300 kilo.

## Na de oorlog
Op 5 juli 1945 haalde het Amerikaanse bezettingsleger de lichamen uit de Ehrentempel en nam contact op met hun families. Ze kregen de mogelijkheid om hun dierbaren te laten begraven op de begraafplaatsen van München in ongemarkeerde graven of in hun familiepercelen of om ze te laten cremeren, wat in Duitsland gebruikelijk is voor niet-opgeëiste lichamen. De kolommen van de constructies werden gerecycled tot remschoenen voor stadsbussen en nieuw materiaal voor in de oorlog beschadigde kunstgalerijen. De sarcofagen werden omgesmolten en gegeven aan de tramdienst van München, die het gebruikte voor het solderen van materiaal om door de oorlog beschadigd spoor en elektriciteitsleidingen te repareren.
Op 9 januari 1947 werden de bovenste delen van de constructies opgeblazen. Het middengedeelte werd vaak gevuld met regenwater waardoor een natuurlijk gedenkteken ontstond. Toen Duitsland herenigd werd waren er plannen gemaakt voor een biergarten, restaurant of café op het terrein van de Ehrentempel maar deze werden ontspoord door de groei van zeldzame biotoopvegetatie op het terrein. Als gevolg hiervan zijn de fundamenten van de monumenten bewaard gebleven, die elkaar kruisen op de hoek van de Briennerstraße en de Arcisstraße. In de tussenliggende periode van de vernietiging in 1947 en de overdracht in 1990 werden kelders (toen nog onbekend voor de Amerikanen) onder de gebouwen blootgelegd. Een kleine plaquette die in 2007 is toegevoegd, verklaart hun functie.

## Begrafenissen
- Felix Alarth
- Andreas Bauriedl
- Theodor Casella
- William Ehrlich
- Martin Faust
- Anton Hechenberger
- Oskar Körner
- Karl Kuhn
- Karl Laforce
- Kurt Neubauer
- Klaus von Pape
- Theodor von der Pfordten
- Johann Rickmers
- Max Erwin von Scheubner-Richter
- Lorenz Ritter von Stransky
- Adolf Wagner (begraven in de grasheuvel tussen de trappen in 1944)
- Wilhelm Wolf